# Tom Vilsack
Thomas James Vilsack (n. 13 de desembre, 1950 a Pittsburgh) és un polític estatunidenc, membre del Partit Demòcrata, i va ser el governador número 40 de l'Estat de Iowa. Actualment és Secretari d'Agricultura dels Estats Units. Va ser elegit per primera vegada el 1998 i re-electe per a un segon període de quatre anys el 2002. El 30 de novembre de 2006, va llançar formalment la seva candidatura per a la nominació per part del Partit Demòcrata per a les eleccions presidencials de 2008, però va deixar la carrera el 23 de febrer de 2007.